# 吉原市
吉原市（よしわらし）は、静岡県東部にあった市である。1966年（昭和41年）11月1日に（旧）富士市、富士郡鷹岡町と合併し、富士市となった。

## 概要
江戸時代には東海道の宿場町吉原宿があった。
吉原宿は当初現在の元吉原（JR東海道本線吉原駅がある）にあったが、1639年と1680年の高潮により、現在の富士市依田原付近、続いて吉原本町へと2度移転した。移転により東海道は大きく湾曲することになり、それまで（江戸から京に向かった場合）右手に見えていた富士山が左手に見えることから"左富士"と呼ばれる景勝地となった。往時は歌川広重の絵にあるような松並木であったが現在は一本の松の木が残るのみである。

## 歴史
- 1889年（明治22年）4月1日 - 町村制施行により、富士郡吉原宿が吉原町（初代）となる。
- 1940年（昭和15年）4月1日 - 富士郡島田村を編入する。
- 1941年（昭和16年）4月3日 - 富士郡伝法村を編入する。
- 1942年（昭和17年）6月14日 - 富士郡今泉村と合併し、吉原町（2代目）となる。
- 1948年（昭和23年）4月1日 - 市制施行により、吉原市（初代）となる。
- 1955年（昭和30年）
  - 2月11日 - 富士郡元吉原村、須津村、吉永村、原田村と合併し、吉原市（2代目）となる。
  - 4月1日 - 富士郡大淵村を編入する。
- 1956年（昭和31年）4月1日 - 駿東郡原町のうち船津・西船津・境を編入する。
- 1957年（昭和32年）10月 - 吉原市体育館完成。第12回国民体育大会の卓球競技会場となり、同月29日には昭和天皇、香淳皇后の行幸啓があった[1]。
- 1959年（昭和34年）1月 - 吉原市民会館がオープンする。
- 1966年（昭和41年）11月1日 - （旧）富士市、富士郡鷹岡町と合併し、新・富士市となる。

## 行政

### 歴代市長
吉原町長まで『静岡県歴史人物事典』による。
| 代                 | 氏名               | 就任               | 退任               | 備考               |
| 旧吉原町長（官選） | 旧吉原町長（官選） | 旧吉原町長（官選） | 旧吉原町長（官選） | 旧吉原町長（官選） |
| ------------------ | ------------------ | ------------------ | ------------------ | ------------------ |
| 1                  | 川島新作           | 1889年6月          |                    |                    |
| 2                  | 堀内半三郎         | 1891年6月          |                    |                    |
| 3                  | 望月恵作           | 1895年5月          |                    |                    |
| 4                  | 藤波浩             | 1899年4月          |                    |                    |
| 5                  | 鈴木又二郎         | 1902年7月          |                    |                    |
| 6                  | 川島延太郎         | 1910年7月          |                    |                    |
| 7                  | 川島福太郎         | 1914年7月          |                    |                    |
| 8                  | 堀内省吾           | 1919年2月          |                    |                    |
| 9                  | 井出義作           | 1923年2月          |                    |                    |
| 吉原町長（官選）   |                    |                    |                    |                    |
| 9                  | 井出義作           | 1942年6月          |                    |                    |
| 10                 | 望月恵作           | 1945年2月          |                    |                    |
| 吉原町長（公選）   |                    |                    |                    |                    |
| 11                 | 房間熊吉           | 1947年4月          |                    |                    |
| 旧吉原市長（公選） |                    |                    |                    |                    |
| 1                  | 房間熊吉           | 1948年4月1日       | 1948年             |                    |
| 2                  | 鈴木清一           | 1948年11月         | 1952年             |                    |
| 3                  | 金子彦太郎         | 1952年11月         | 1955年2月10日      |                    |
| 吉原市長（公選）   |                    |                    |                    |                    |
| 1                  | 金子彦太郎         | 1955年3月4日       | 1963年12月4日      | 死去               |
| 2                  | 斉藤滋与史         | 1964年1月16日      | 1966年10月31日     | 廃止               |

## スポーツ
- 大昭和製紙硬式野球部 - 大昭和製紙（現：日本製紙）の富士工場を拠点に活動していた社会人野球の企業チーム。

## 出身著名人
- 堀内半三郎：吉原宿出身、貴族院多額納税者議員
- いかりや長介：コメディアン、戦中に旧原田村（現・富士市東滝川町）に疎開
- 戸塚洋二：物理学者、富士市名誉市民第1号